# شمشیر کاموی
شمشیر کاموی(به ژاپنی:カムイの剣 Kamui no Ken) یک سری کتاب داستانی ژاپنی است که توسط تسوسو یانو نوشته شده‌است این سری داستان توسط کادوکاوا شوتن در سال‌های ۱۹۸۵–۱۹۸۴ منتشر شده‌است. همچنین یک پویانمایی بر اساس این داستان در سال ۱۹۸۵ در ژاپن منتشر شده‌است.